# Jag har älskat dig så länge
Jag har älskat dig så länge (Il y a longtemps que je t'aime) är en fransk-tysk-kanadensisk film från 2008, regisserad av Philippe Claudel. I huvudrollerna ses Kristin Scott Thomas och Elsa Zylberstein. Filmen hade premiär den 14 februari 2008 på Filmfestivalen i Berlin.

## Handling
Juliette (Scott Thomas) återvänder till samhället efter 15 år i fängelse. Hennes yngre syster Léa erbjuder sig att låta Juliette bo hos henne och hennes man och två döttrar. Juliette försöker successivt att anpassa sig till ett normalt liv utanför murarna, från att vara en kall känslolös person till att försöka möta omvärlden med lite värme och ödmjukhet. Men det är inte lätt för henne, samtidigt som hon bär på en hemlighet kring omständigheterna av sin fängelsevistelse.

## Rollista (i urval)
- Kristin Scott Thomas - Juliette
- Elsa Zylberstein - Léa
- Serge Hazanavicius - Luc
- Laurent Grévill - Michel
- Frédéric Pierrot - Capt. Fauré

## Utmärkelser (i urval)

### Vinnare
- BAFTA:

Bästa icke-engelskspråkiga film
- Césarpriset:

Philippe Claudel för bästa regidebut
Elsa Zylberstein för bästa biroll
- European Film Awards:

Kristin Scott Thomas för bästa europeiska skådespelerska